# Waterloo Gasoline Engine Company
Die Waterloo Gasoline Engine Company war ein US-amerikanischer Hersteller von Landtechnik, Verbrennungsmotoren, Traktoren und Automobilen. Das Unternehmen produzierte den Vorläufer der John Deere Traktoren. Der Markenname war Waterloo Boy, doch wurden viele Produkte über Handelsketten vertrieben, die sie unter eigenen Markennamen verkauften, etwa Majestic.

## Beschreibung
Das Unternehmen wurde gegründet von John Froelich, dem ältesten von neun Geschwistern von in Iowa ansässigen, deutschstämmigen Farmern aus Kurhessen. John Froelich betrieb jeweils im Herbst nebenberuflich eine dampfbetriebene Dreschmaschine und Getreideförderung in Langford. Ab 1890 experimentierte er mit einem Verbrennungsmotor der Van Duzen Gas and Gasoline Engine Works aus Cincinnati als Ersatz für die Dampfmaschine und ab 1892 mit einem Traktor. Dazu setzte er einen Van Duzen Einzylindermotor in das Fahrgestell eines Robinson-Automobils.
Der erste Versuch, den Traktor zu vermarkten, war ein Misserfolg. 1893 gründete Froelich mit lokalen Investoren um George W. Miller die Waterloo Gasoline Traction Engine Company mit Sitz in Waterloo. Nur vier Traktoren wurden gebaut, zwei mussten zurückgenommen werden. Darauf wurde das Unternehmen reorganisiert und 1895 als Waterloo Gasoline Engine Company neu eingetragen.

## Waterloo Boy-Motoren
Nun wurden landwirtschaftliche Geräte und Stationärmotoren gebaut. John Froelich verließ das Unternehmen noch 1895. George B. Miller, ein Sohn des Co-Gründers, investierte 1899 auch Waterloo Gasoline und wurde 1903 dessen Finanzvorstand.
1904 hatte das Unternehmen einen neuen, selber entwickelten Petroleum-Motor namens Waterloo Boy bereit. Dieser wurde für eine mobile Anwendung weiterentwickelt und von 1906 bis März 1918 in zahlreichen Varianten hergestellt. Das Unternehmen kontrollierte mit der Hedford Foundry eine Eisengießerei, die auch Mitbewerber wie Associated Manufacturing oder Galloway Engine belieferte.

## Waterloo – Automobile

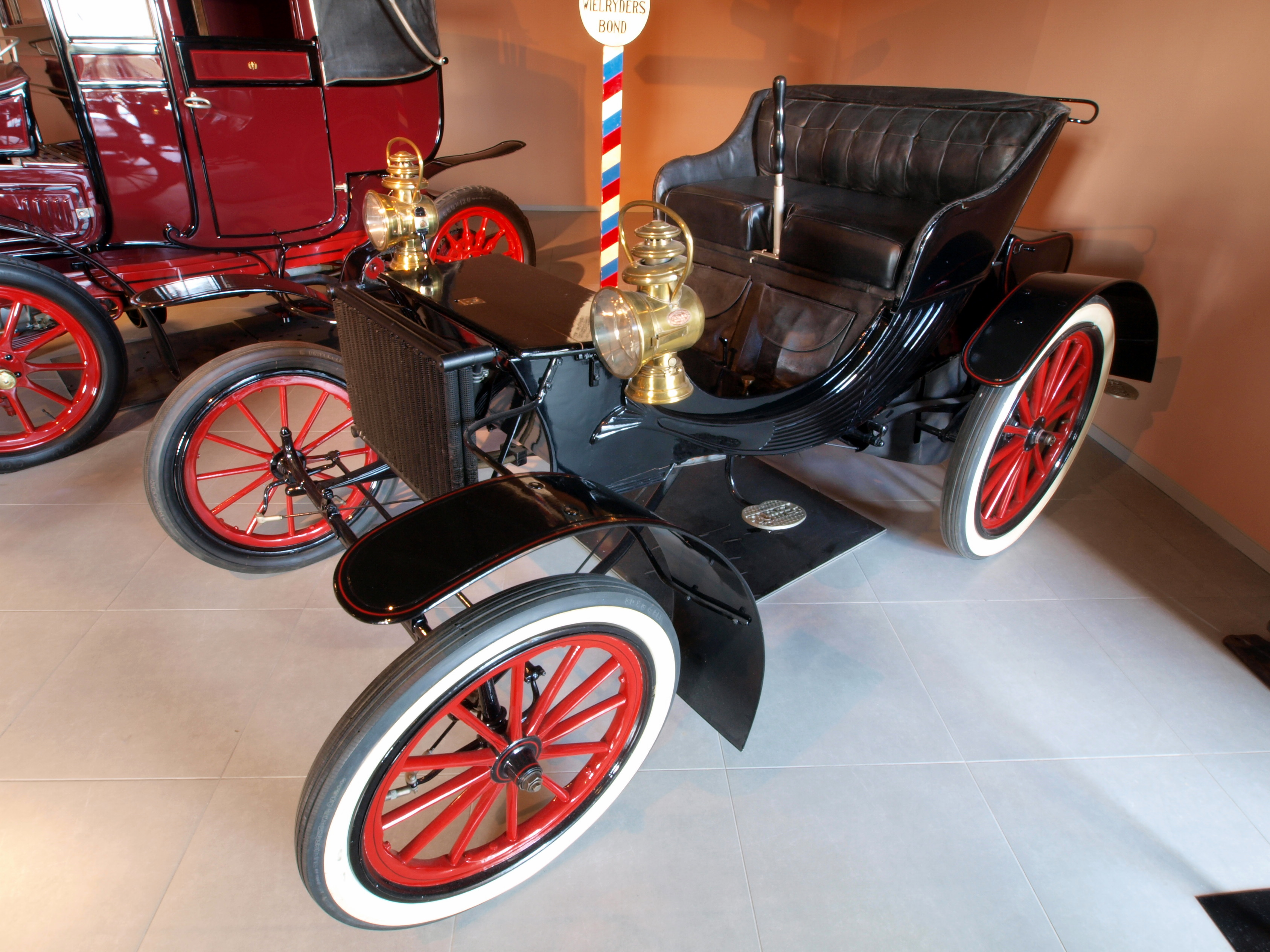
Der Waterloo Anvil war ein Lizenzbau des Duryea; hier als Four-wheeled Gasoline Surrey (1903)

Im Sommer 1902 kam Charles E. Duryea nach Waterloo. Er war auf einer Werbetournee, mit der er Lizenznehmer für die Nachfertigung der Automobile seiner Duryea Motor Wagon Company gewinnen wollte. Dies war im November 1902 der Auslöser für eine Partnerschaft mit der Davis Gasolene Engine Company, welche ihrerseits ein Tochterunternehmen der Cascaden Manufacturing Company in Waterloo war. Das gemeinsam gegründete Unternehmen hieß Waterloo Motor Works. Das Produkt, ein Automobil mit der Bezeichnung Waterloo Anvil 2-passenger Phaeton, war ein solcher Lizenz-Nachbau des Duryea.
Auch dieses Projekt stand unter keinem guten Stern. Im Dezember 1903 verursachte ein Brand im Werk einen Schaden von 25.000 US-Dollar. Die Produktion konnte aber fortgesetzt werden. 1905 kam eine etwas größere Version hinzu, ebenfalls von einem Duryea abgeleitet. Danach endete die Zusammenarbeit.
| Bauzeit   | Modell       | Zylinder | Leistung | Radstand mm/ Zoll | Karosserie             | Listenpreis US-$ |
| --------- | ------------ | -------- | -------- | ----------------- | ---------------------- | ---------------- |
| 1903–1904 | Anvil        | 3        | 12 HP    | 1829 / 72         | 2p Phaeton (Runabout)  | 1350             |
| 1905      | Anvil        | 3        | 10/12 HP | 1829 / 72         | 2p Phaeton (Runabout)  | 1350             |
| 1905      | Folding Seat | 3        | 10/15 HP | 2134 / 84         | 2/4p Fore-seat Tonneau | 1750             |

## Erfolg mit Traktoren

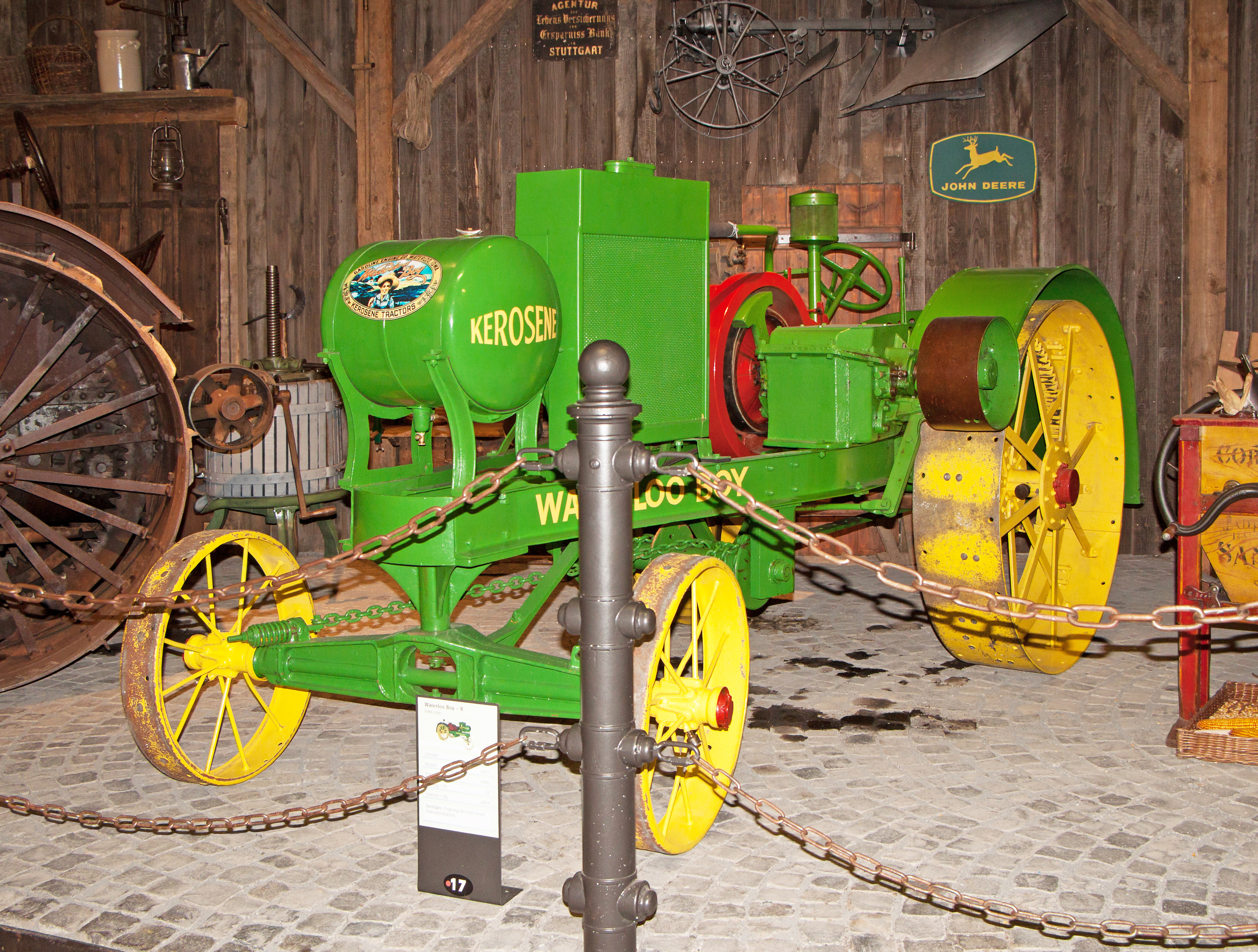
Waterloo Boy Model R von 1917 im Traktormuseum Bodensee, Gebhardsweiler, Uhldingen-Mühlhofen.

1909 wurde George B. Miller Präsident des Unternehmens.
1912 stellte er den Waterloo Boy Traktor vor, der ab 1913 in der Ausführung LA erhältlich war. Diese Traktoren benötigen Benzin zum Starten des Motors.
Bis der Nachfolger Modell R 1914 bereitstand, wurden 20 Einheiten verkauft. Dieser ließ sich bedeutend besser verkaufen; bis 1918 entstanden 8.000 Exemplare.

## John Deere

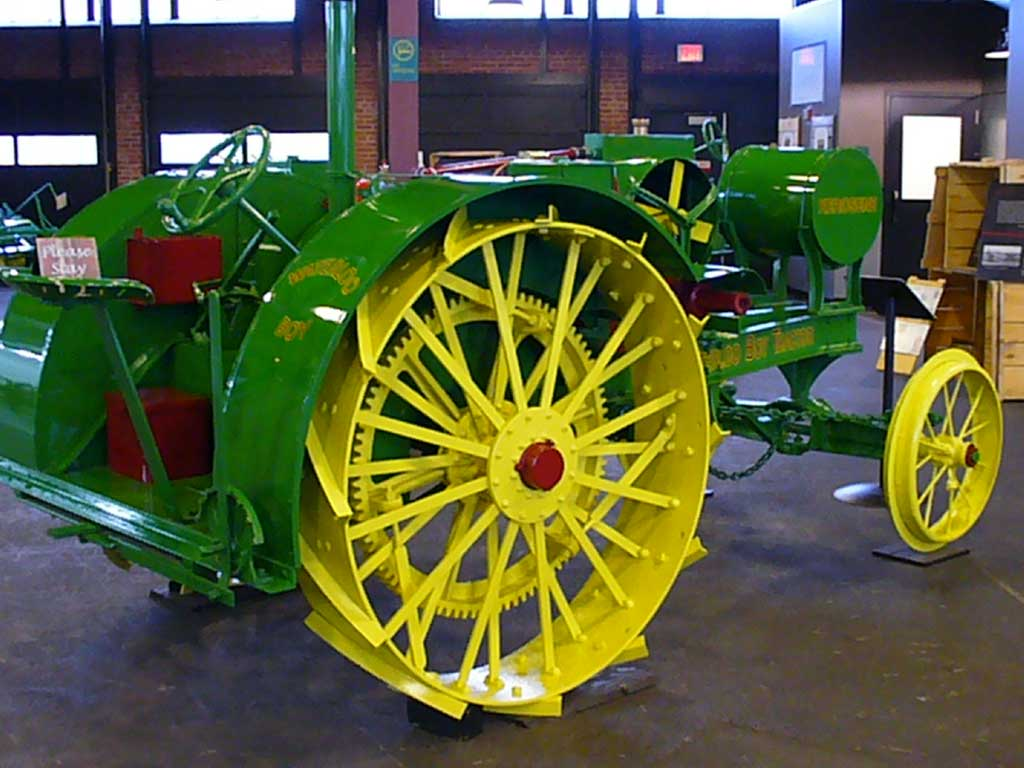
Waterloo Boy Traktor in den Farben von John Deere, ca. 1920

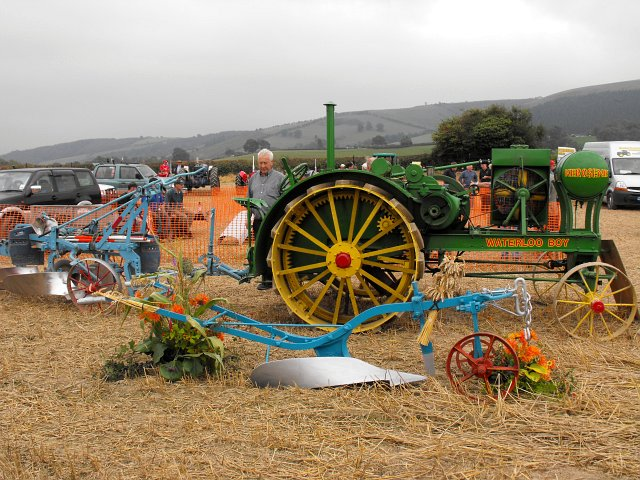
John Deere Waterloo Boy Modell N (1919–1920)

Mit dem Waterloo Boy Model N hatte man ein größeres Modell parat das sich als sehr erfolgreich erwies. Der Motor war ein mit Petroleum betriebener, oben gesteuerter Zweizylinder der wiederum Benzin zum Starten benötigte. Er leistete 25 PS bei einer Drehzahl von 750/min. Der kleine Benzintank saß vorn, der deutlich größere für Petroleum am Heck.
Nun wurde der Bau von Stationärmotoren aufgegeben. 1918 übernahm John Deere das Unternehmen und installierte es neu als John Deere Tractor Company. Hergestellt wurde weiterhin der Waterloo Boy Model N von dem allein 1918 5.634 Exemplare gebaut wurden. Marktführer war Ford mit dem Fordson von dem in dieser Zeit 34.000 Stück verkauft wurden. Traktoren wurden schnell das Hauptgeschäft des Farmgeräteherstellers. Erst mit der Einführung des Nachfolgemodells D erschien der Name John Deere auf einem Traktor.